# Adalbert Karl Gauss
Adalbert Karl Gauss, auch Gauß, (* 6. Oktober 1912 in Bácspalánka (deutsch Plankenburg) Königreich Ungarn, Österreich-Ungarn; † 14. Juni 1982 in Salzburg, Österreich) war ein österreichischer Lehrer, Verleger, Journalist und Volkskundler.

## Leben
Gauss stammte aus einer alten Lehrerfamilie; sein Vater war Volksschullehrer in Bácspalánka. Aus der Familie seiner Mutter, Maria Koringer, ging der Chorleiter und Komponist Franz Koringer hervor. Seine Matura legte Gauss 1931 am Erzbischöflichen Jesuitengymnasium im bosnischen Travnik ab und studierte darauf Germanistik, Slawistik und Ethnologie in Zagreb, Szeged und Münster.
Als Lehrer der Höheren Schulen in Vrbas (deutsch Neuwerbass) in der Batschka lehrte Gauss ab 1937 Deutsch an der Privaten Deutschen Lehrerbildungsanstalt und Serbokroatisch an der Bürgerschule. Hier betätigte er sich auch auf volkskundlichem Gebiet. 1939 gründete er in Vrbas als Schriftleiter zusammen mit Johannes Weidenheim die kurzlebige Vierteljahresschrift Schwäbischer Volkserzieher, die einen polemischen Kurs gegen die Einflüsse des Nationalsozialismus unter den Donauschwaben steuerte.
Während des Zweiten Weltkriegs wurde Gauss mit seiner Schulklasse zum Militär eingezogen und bei Budapest eingesetzt. Nach Verwundung, Lazarettaufenthalt und Kriegsgefangenschaft kam er Ende 1945 nach Österreich, wo er sich initiativ den zahlreichen Aufgaben des Vertriebenen- und Flüchtlingsproblems der Jugoslawiendeutschen stellte, vom Schutz vor Hungertod und Vernichtung über Fragen der Staatsbürgerschaft, Sozialversicherung, Altersversorgung, Verbesserung des Status von donauschwäbischen Kriegswitwen, Familienzusammenführung bis zu Möglichkeiten der Auswanderung.
1948 übernahm Gauss von Leopold Rohrbacher die Redaktion des donauschwäbischen Wochenblatts Neuland. In 26 Jahren als Redakteur und Chefredakteur (ab 1954) entstanden über tausend streitbare Leitartikel mit flüchtlingssoziologischer und zeitgeschichtlicher Thematik. Von 1951 bis 1959 war er Mitherausgeber der Südostdeutschen Heimatblätter in München sowie mehrere Jahre lang Redakteur und Herausgeber der Schriftenreihe Donauschwäbische Beiträge. Für die Publikation Flüchtlingsland Österreich (1957) und die Periodika Kalender der Heimatlosen, Volkskalender der Donauschwaben und Kulturspiegel übernahm er zeitweise die Redaktion. Bei der Erstellung des fünften und letzten Bandes der von Theodor Schieder edierten Reihe Dokumentation der Vertreibung der Deutschen aus Ost-Mitteleuropa (1961) leistete Gauss einen wichtigen Beitrag bei der Sammlung von Dokumentenmaterial, Beratung und Förderung.
Gauss war Mitbegründer und langjähriger Geschäftsführer der Zentralberatungsstelle der Volksdeutschen im Lande Salzburg (1948), Gründer des Donauschwäbischen Zentralarchivs (1949), Mitbegründer und langjähriger Vizepräsident des Verbandes Katholischer Donauschwäbischer Akademiker (1949), des Vereins Salzburger Donauschwaben (1951), Verlagsleiter der Donauschwäbischen Verlagsgesellschaft mbH, Gesellschafter des Hauses der Donauschwaben – Donauschwäbisches Kulturzentrum GmbH und wissenschaftlicher Leiter des Österreichischen Flüchtlingsarchivs, ab 1959 unterrichtete er an der Bundeslehranstalt für wirtschaftliche Frauenberufe (Annahof), alles in Salzburg.
Mit seiner aus Futog in der Batschka stammenden Ehefrau hatte Gauss vier Söhne, darunter Karl-Markus.

## Veröffentlichungen (Auswahl)
- Kinder im Schatten. Schriftenreihe „Aktuelle Gegenwart“ Band 1, Salzburg 1950, 40 S.
- Hrsg.: Dokumente zur Geschichte der Donauschwaben 1944–1954, ausgew. u. eingel. v. A. K. Gauß. Donauschwäbische Verlagsgesellschaft, Salzburg 1954, 46 S.
- Probleme und Aufgaben der donauschwäbischen Pressearbeit nach der Vertreibung. Donauschwäbische Verlagsgesellschaft, Salzburg 1955, 15 S.
- Zwischen Salzburg und Los Angeles. Streiflichter von einer Amerikafahrt. Pannonia-Verlag, Freilassing 1957, 128 S.
- Hrsg.: Erinnerungen an Palanka. Pannonia-Verlag, Freilassing 1958, 220 S.
- Die Donauschwaben. Bild eines Kolonistenvolkes. Mit J. Weidenheim, Vorwort von Theodor Schieder, Pannonia-Verlag, Freilassing 1961, mit 333 Abb., [o. S.]
- Das zweite Dach. Eine Zwischenbilanz über Barackennot und Siedlerwillen 1945–1965. Mit B. Oberläuter. Salzburg 1979, 96 S.
- Wege und Irrwege in Rot-Weiß-Rot. Zeitgeschichtliches und Interviews mit Bruno Kreisky u. a. Österreichisches Flüchtlingsarchiv, Salzburg 1979, 180 S.
- Eine Volksgruppe im Umbruch. Haus der Donauschwaben, Salzburg [o. J.]
- Mitherausgeber: Tscher-wenka. Werden und Vergehen einer batschkadeutschen Gemeinde. [o. O., o. J.]

## Ehrungen
- Goldenes Verdienstzeichen der Republik Österreich, 1960[1]